# المديرة (وشحة)

تعديل مصدري - تعديل

المديرة هي إحدى قرى عزلة بنى سعد بمديرية وشحة التابعة لمحافظة حجة، بلغ تعداد سكانها 9 نسمة حسب تعداد اليمن لعام 2004.